# Liobagrus reinii
Liobagrus reinii is een straalvinnige vissensoort uit de familie van de slanke meervallen (Amblycipitidae). De wetenschappelijke naam van de soort is voor het eerst geldig gepubliceerd in 1878 door Franz Martin Hilgendorf.